# جوهر مشابه
جوهر مشابه (یونانی: ὁμοιούσιος) یک اصطلاح الهیات مسیحی است که در قرن چهارم برای شناسایی گروهی متمایز از الهیات مسیحی ابداع شد که معتقد بودند خدای پسر دارای جوهر مشابه اما نه یکسان با خدای پدر است.